# Iacov Berezin
Iacov Berezin (în rusă Яков Давыдович Березин; n. 9/21 iulie 1890, Rîșcani, Imperiul Rus – d. 1 iulie 1957, Moscova, RSFS Rusă, URSS) a fost un revoluționar rus originar din Basarabia, ofițer de securitate (CEKA), ulterior inginer electric și constructor sovietic.

## Biografie
Berezin s-a născut la 21 iulie 1890 în satul Rîșcani (acum oraș și centru raional din Republica Moldova), uiezdul Bălți din gubernia Basarabiei în familia moșierului rus David Berezin și Pavlinei Iosif, fiica unui bogat negustor evreu.
După absolvirea școlilor profesionale și comerciale din gubernia Podoliei, a lucrat ca contabil la o fabrică de hârtie din târgul Edineț (acum oraș și centru raional din Republica Moldova), ținutul Hotin, unde a organizat un cerc revoluționar de muncitori. Pe lângă idiș, vorbea limbile ebraică, franceză, germană și română. În 1917 Berezin a fost ales președinte al consiliului de volost, ulterior de ținut. În iulie aceluiași an, a fost acceptat în Partidul Social-Democrat al Muncii de către organizația de partid al Corpului 16 al Armatei a 8-a rusă.
În decembrie 1917 Berezin, în calitate de președinte al consiliului de ținut, a fost arestat de comisarul guvernului provizoriu din ținut, cu ajutorul naționaliștilor ucraineni. Împreună cu alți doi membri ai Armatei Roșii, a evadat. O vreme s-a ascuns până la sosirea diviziei de mortare a Corpului 16 al Armatei a 8-a, care îi sprijinea pe bolșevici.
În ianuarie 1918, Berezin a fost ales tovarăș (adjunct) al președintelui Comitetului executiv central al sovieticilor din Basarabia (RUMCEROD). În aceeași perioadă a format regimente armate moldovenești, care au stat la baza Gărzii Roșii din Basarabia, care au luptat împotriva trupelor române. După ce a suferit o înfrângere militară din partea românilor, Comitetul Executiv Central al Basarabiei a reorganizat Garda Roșie într-o mișcare partizană pentru a continua lupta armată împotriva românilor, germanilor și ucrainenilor. A fost grav rănit în luptă și a evacuat la Moscova.
După externarea din spital, Comitetul Central l-a încredințat pe Berezin Comisiei Extraordinare pentru Întreaga Rusie (CEKA), unde a fost pregătit timp de două luni ca asistent de serviciu al secretarului CEKA din Moscova. La sfârșitul lunii ianuarie 1919, Felix Dzerjinski l-a numit pe Berezin secretar și membru al consiliului de administrare al direcției CEKA din Moscova. 
În anii 1919-1920, Berezin a fost organizatorul și participant la numeroase operațiuni de combatere a banditismului din Moscova și gubernia Moscova. Acțiunile bine organizate și coordonate ale lui Berezin împreună cu alți membri CEKA au asigurat eliminarea unor bande criminale care terorizau populația, inclusiv banda lui Iakov Koșelkov⁠(ru)[traduceți], care l-a jefuit pe Vladimir Lenin în Sokolniki, furând mașina oficială și împușcând 16 gărzi.
O altă operațiune militară la care a participat Berezin a avut loc la sfârșitul anului 1919, urmare a unui atac anti-comunist din 25 septembrie, când a fost aruncată o bombă în clădirea Comitetului din Moscova al Partidului Comunist, atunci când se ținea acolo o reuniune a activiștilor de partid și omorând 12 membri de partid. Berezin alături de un detașament de ofițeri de securitate, a participat în acea periaodă la eliminarea acestor forțe într-o vilă de lângă Moscova.
În noiembrie 1920, Berezin a fost numit conducător al departamentelor speciale ale fronturilor de Sud și Sud-Vest și șef interimar al departamentului special al frontului de Sud-Vest din timpul Războiului Civil Rus, unde a servit până în septembrie 1921. La întoarcerea de pe front, Berezin a fost numit asistent, de facto șef adjunct al CEKA. Aici a făcut o muncă importantă în organizarea cursurilor de instruire pentru angajații instituției, de la care își i-a originile actuala Academie FSB a Federației Ruse. În august 1921, Dzerjinski l-a autorizat pe Berezin cu sarcini speciale sub conducerea CEKA.
La scurt timp după aceea, Berezin a fost numit șef al unității administrativ-organizatorice a misiunii permanente a GPU (Administrația politică de stat, sub conducerea NKVD) pentru sud-estul Rusiei la Rostov-pe-Don. Dar deja în noiembrie 1923 a fost readus la Moscova și numit asistent (adjunct) al șefului departamentului administrativ și organizatoric al OGPU (Administrația politică sub conducerea Consiliului Comisarilor Poporului).
În august 1924, colegiul OGPU l-a stabilit pe Berezin la Consiliul Suprem al Economiei Naționale, unde a fost la început un plenipotențiar special sub conducerea președintelui și celulei de partid. Din 1926 lucrează în industria energiei electrice timp de mai mulți ani. În anul 1930 a absolvit Institutul de Inginerie Electrică din Moscova cu o diplomă în inginerie electrică. În anii 1931-1935 a fost conducător al „DonEnergo” din Harkov, manager al „UralEnergo” din Sverdlovsk, director al centralei hidroelectrice din Celiabinsk. La sfârșitul anului 1935, Berezin a fost numit șef al „Embaneft” în orașul Guriev (acum orașul Atîrau din Kazahstan). Apoi a fost transferat la Moscova, unde în anii 1937-1939 a lucrat ca șef la construcția stațiilor electrice de înaltă tensiune.
La 1 august 1939, Berezin a fost numit șef al construcției centralei termoelectrice Semionovskaia din Moscova, cu toate acestea, a fost arestat în noaptea de 4-5 august, din ordonanța comisarului adjunct al NKVD, Merkulov. Berezin a fost acuzat în temeiul art. 58 p. 7 de „conducerea organizației contrarevoluționare de sabotaj troțkist” și desfășurarea activităților subversive. În plus, șeful adjunct al unității de anchetă a NKVD l-a învinuit pe Berezin de „tentativă de asasinare a lui Lenin” în 1919 și l-a îndemnat să depună mărturii compromițătoare împotriva cunoscutului cekist (membru CEKA) Kedrov, care a fost, de asemenea, arestat.
În ciuda interogatoriului, Berezin a refuzat să se incrimineze pe sine și pe Kedrov. La 21 ianuarie 1940, șeful adjunct al departamentului NKVD din Moscova a încetat urmărirea penală asupra acestuia.
În anii 1940-1941, Berezin a fost conducătorul trustului „Electrostroi” din Moscova. Odată cu începutul celui de-al doilea război mondial, a fost numit șef al construcției fabricii din industria de apărare Nr. 287 din orașul Vladimir. În 1942, a fost șef al lucrărilor de restaurare a hidrocentralei Stalinogorskaia din regiunea Moscovei și membru al comisiei guvernamentale pentru restaurarea instalațiilor energetice. În aprilie 1942, Comitetul de Apărare al orașului Stalinogorsk l-a aprobat pe Berezin ca șef al construcției liniilor defensive de lângă Tula.
Începând cu 1943, Berezin a condus trustul „Mosenergomontaj”. În anii 1951-1952, a fost directorul uzinei experimentale Perlovsk, Moscova. În 1953 devine pensionar cu statut federal. Moare la 1 iulie 1957 de paralizia unui plămân împușcat în timpul războiului civil. Urna cu cenușa a fost îngropată în columbarul de la cimitirul Donskoi din Moscova.